# Drosophila acutilabella
Drosophila acutilabella este o specie de muște din genul Drosophila, familia Drosophilidae, descrisă de Stalker în anul 1953.
Este endemică în Florida. Conform Catalogue of Life specia Drosophila acutilabella nu are subspecii cunoscute.